# پدرو آریاس داویلا

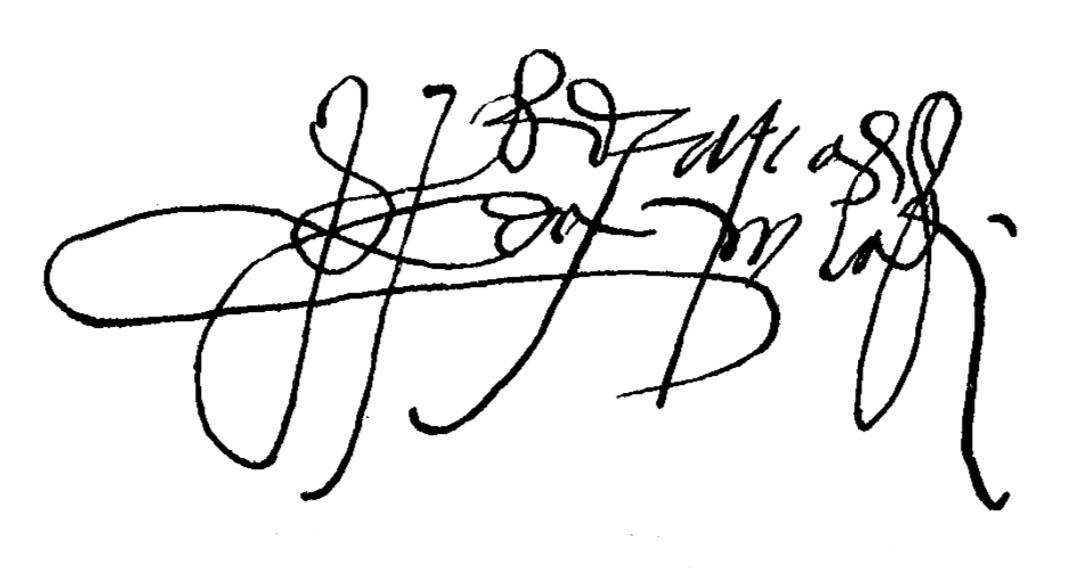
نگاره‌ای از امضای پدرو آریاس داویلا

پدرو آریاس داویلا (پدرو واویلا) (سگوبیا، کاستایل ۱۴۶۸-لئون ۶ مارس ۱۵۳۱، در سن ۶۳ سالگی)، مدیر دولتی مستعمراتی اسپانیایی بود. او اولین اکتشافات اسپانیایی‌ها را در بر جدید رهبری نمود.